# Witte mimosa
De witte mimosa (Leucaena latisiliqua, synoniem: Leucaena leucocephala (Lam.) de Wit) of leucaena is een tot 20 m hoge, snelgroeiende, groenblijvende boom of struik. De soort wordt, als Lysiloma latisiliquum (L.) Benth. ook wel in het geslacht Lysiloma geplaatst.

## Kenmerken
De bladeren zijn afwisselend geplaatst, tot 30 cm lang en dubbelgeveerd in zes tot tien deelblaadjes van de eerste orde die weer zijn geveerd in twintig tot veertig deelblaadjes van de tweede orde. Deze laatste zijn ongesteeld, smal ei- of lancetvormig, lichtgroen, zacht en 8–6 × 1-3 mm groot.
De bloemen groeien met velen in langgesteelde, ronde, wittige, 2-3 cm grote hoofdjes in eindstandige, pluimachtige bloeiwijzen. De individuele bloemen zijn zittend en bestaan uit 2,5 mm lange, groenig-witte, behaarde vijfslippige kelkbuizen, vijf smalle, 5 mm lange, wittige, behaarde kroonbladeren en vele tot 10 mm lange meeldraden. De vruchten zijn in bosjes hangende, tot 26 × 2 cm grote, platte, enigszins sikkelvormige of rechte peulen die aan de basis in een korte steel zijn versmald, aan het uiteinde toegespitst en op de plekken waar de zaden zitten licht gezwollen. De schil van de peulen is glad, dun en wordt bij rijpheid bruin, droog en bros, waarna de vruchten aan beide zijden opensplijten. Ze bevatten tot 22 vlakke, toegespitst-eivormige, 6–10 mm grote zaden die bij rijpheid glanzend bruin zijn.
De onrijpe groene peulen en de zaden worden vooral in Zuidoost-Azië op de markt verkocht. Ze kunnen worden gestoofd en als bijgerecht geserveerd of in soepen worden verwerkt. Ook jonge groeischeuten zijn geschikt voor consumptie. De bladeren kunnen als veevoer dienen voor runderen, schapen en geiten. Voor paardachtigen en varkens zijn ze giftig. Het hout van de boom kan dienen als brandstof, bouwmateriaal, grondstof voor papier en voor de fabricage van meubels.

## Verspreiding
Het oorspronkelijke verspreidingsgebied van de witte mimosa ligt in Midden-Amerika, het noorden van Zuid-Amerika en de Cariben. Hij wordt wereldwijd in de (sub)tropen gekweekt tot op hoogtes van 1500 m.